# Campionato sudamericano maschile under 20 di calcio 2017
Il campionato sudamericano di calcio Under-20 2017 è stato la 28ª edizione della competizione organizzata dalla CONMEBOL e riservata a giocatori under-20. Si è svolto in Ecuador dal 18 gennaio all'11 febbraio 2017. L'Uruguay ha vinto per l'ottava volta il trofeo. Le prime quattro classificate si qualificano per il campionato mondiale di calcio Under-20 2017.

## Partecipanti
Partecipano al torneo le rappresentative delle 10 associazioni nazionali affiliate alla Confederación sudamericana de Fútbol:
| - Argentina (campione in carica) - Bolivia - Brasile - Cile - Colombia |  | - Ecuador (paese organizzatore) - Paraguay - Perù - Uruguay - Venezuela |

## Stadi e città
Sono tre le città ospitanti e quattro gli impianti a disposizione.
| Ambato            | Ibarra                     | Quito                      | Riobamba                     |
| ----------------- | -------------------------- | -------------------------- | ---------------------------- |
| Template:Center   | Estadio Olímpico de Ibarra | Estadio Olímpico Atahualpa | Estadio Olímpico de Riobamba |
|                   |                            |                            |                              |
|                   |                            |                            |                              |
| Spettatori:16.467 | Spettatori:17.260          | Spettatori:35.258          | Spettatori:14.400            |

## Prima fase
Se due o più squadre avessero terminato il girone a pari punti, la classifica finale sarebbe stata determinata in base a questi criteri:
1. differenza reti nel girone;
2. numero di gol segnati nel girone;
3. scontri diretti;
4. sorteggio.

### Gruppo A

#### Classifica
| Pos. | Squadra  | Pt | G | V | N | P | GF | GS | DR |
| ---- | -------- | -- | - | - | - | - | -- | -- | -- |
| 1.   | Ecuador  | 7  | 4 | 2 | 1 | 1 | 7  | 6  | +1 |
| 2.   | Colombia | 7  | 4 | 2 | 1 | 1 | 6  | 5  | +1 |
| 3.   | Brasile  | 7  | 4 | 2 | 1 | 1 | 4  | 3  | +1 |
| 4.   | Paraguay | 4  | 4 | 1 | 1 | 2 | 6  | 7  | -1 |
| 5.   | Cile     | 2  | 4 | 0 | 2 | 2 | 2  | 4  | -2 |

#### Risultati
| Arbitro: | Diego Haro () |

|           |           |                 |
| Ceter 88’ | Marcatori | 80’ S. Ferreira |

| Arbitro: | Jonhatan Fuentes () |

|  |           |                  |
|  | Marcatori | 51’ Felipe Vizeu |

| 20 gennaio 2017, ore 17:00 UTC-3 | Brasile             | 0 – 0 referto | Cile | Estadio Olímpico de Riobamba, Riobamba\| Arbitro: \| Jesús Valenzuela () \| |
| Arbitro:                         | Jesús Valenzuela () |               |      |                                                                             |

| Arbitro: | Darío Herrera () |

|                                                             |           |                                   |
| Estupiñán 40’ Quintero 51’ Cabezas 55’ (rig.) Caicedo 90+1’ | Marcatori | 6’ Ceter 37’ Obregón 73’ Valencia |

| Arbitro: | Darío Herrera () |

|                                                    |           |                        |
| Matheus Sávio 38’ Richarlison 56’ Felipe Vizeu 64’ | Marcatori | 79’ (rig.), 90’ Medina |

| Arbitro: | Diego Haro () |

|              |           |                  |
| J. Sierra 6’ | Marcatori | 79’ J. L. Sierra |

| Arbitro: | Jonhatan Fuentes () |

|                      |           |          |
| Báez 32’ Paredes 90’ | Marcatori | 81’ Jara |

| Arbitro: | Gery Vargas () |

|              |           |  |
| Valencia 86’ | Marcatori |  |

| Arbitro: | Jesús Valenzuela () |

|             |           |  |
| Valencia 4’ | Marcatori |  |

| Arbitro: | Dario Herrera () |

|                     |           |          |
| Corozo 19’ Lino 21’ | Marcatori | 46’ Báez |

### Gruppo B

#### Classifica
| Pos. | Squadra   | Pt | G | V | N | P | GF | GS | DR |
| ---- | --------- | -- | - | - | - | - | -- | -- | -- |
| 1.   | Uruguay   | 8  | 4 | 2 | 2 | 0 | 8  | 3  | +5 |
| 2.   | Argentina | 6  | 4 | 1 | 3 | 0 | 9  | 5  | +4 |
| 3.   | Venezuela | 4  | 4 | 0 | 4 | 0 | 1  | 1  | 0  |
| 4.   | Bolivia   | 4  | 4 | 1 | 1 | 2 | 3  | 8  | -5 |
| 5.   | Perù      | 2  | 4 | 0 | 2 | 2 | 2  | 6  | -4 |

#### Risultati
| 17 gennaio 2017, ore 17:00 UTC-3 | Uruguay          | 0 – 0 referto | Venezuela | Estadio Olímpico de Ibarra, Ibarra\| Arbitro: \| Roberto Tobar () \| |
| Arbitro:                         | Roberto Tobar () |               |           |                                                                      |

| Arbitro: | Carlos Orbe () |

|                  |           |            |
| La. Martínez 89’ | Marcatori | 11’ Siucho |

| Arbitro: | Gustavo Murillo () |

|  |           |                          |
|  | Marcatori | 54’ Monteiro 88’ Miranda |

| Arbitro: | Anderson Daronco () |

|                                  |           |                                                     |
| Torres 23’, 73’ Rogel 88’ (aut.) | Marcatori | 3’ Amaral 45+2’ (rig.) De la Cruz 81’ Schiappacasse |

| Arbitro: | Anderson Daronco () |

|            |           |             |
| Siucho 55’ | Marcatori | 88’ Herrera |

| Arbitro: | Mario Díaz de Vivar () |

|                                                         |           |             |
| Torres 22’, 42’ Mansilla 35’ Conechny 54’ Rodríguez 68’ | Marcatori | 70’ R. Vaca |

| 25 gennaio 2017, ore 17:00 UTC-3 | Venezuela      | 0 – 0 referto | Bolivia | Estadio Olímpico de Ibarra, Ibarra\| Arbitro: \| Carlos Orbe () \| |
| Arbitro:                         | Carlos Orbe () |               |         |                                                                    |

| Arbitro: | Roberto Tobar () |

|                                    |           |  |
| Amaral 8’ (rig.) Schiappacasse 63’ | Marcatori |  |

| Arbitro: | Gustavo Murillo () |

|                                    |           |  |
| Rogel 17’ Bentancur 43’ Amaral 82’ | Marcatori |  |

| 27 gennaio 2017, ore 19:15 UTC-3 | Argentina              | 0 – 0 referto | Venezuela | Estadio Olímpico de Ibarra, Ibarra\| Arbitro: \| Mario Díaz de Vivar () \| |
| Arbitro:                         | Mario Díaz de Vivar () |               |           |                                                                            |

## Girone finale

### Classifica
| Squadra qualificata per il campionato del mondo Under-20 2017 |

| Pos. | Squadra   | Pt | G | V | N | P | GF | GS | DR |
| ---- | --------- | -- | - | - | - | - | -- | -- | -- |
| 1.   | Uruguay   | 12 | 5 | 4 | 0 | 1 | 10 | 5  | +5 |
| 2.   | Ecuador   | 7  | 5 | 2 | 1 | 2 | 11 | 8  | +3 |
| 3.   | Venezuela | 7  | 5 | 2 | 1 | 2 | 8  | 6  | +2 |
| 4.   | Argentina | 7  | 5 | 2 | 1 | 2 | 6  | 9  | -3 |
| 5.   | Brasile   | 6  | 5 | 1 | 3 | 1 | 6  | 6  | 0  |
| 6.   | Colombia  | 2  | 5 | 0 | 2 | 3 | 2  | 9  | -7 |

### Risultati
| Arbitro: | Jonhatan Fuentes () |

|                      |           |             |
| Hernández 85’ (rig.) | Marcatori | 35’ Soteldo |

| Arbitro: | Diego Haro () |

|                                       |           |  |
| De la Cruz 37’ Olivera 40’ Amaral 61’ | Marcatori |  |

| Arbitro: | Mario Díaz de Vivar () |

|                                           |           |                                |
| Jaramillo 69’ (rig.) Estupiñán 77’ (rig.) | Marcatori | 14’ Guilherme Arana 24’ Maycon |

| Arbitro: | Anderson Daronco () |

|               |           |                            |
| Hernández 56’ | Marcatori | 1’ Torres 90’ La. Martínez |

| Arbitro: | Darío Herrera () |

|                       |           |                     |
| Amaral 59’ Viña 90+1’ | Marcatori | 23’ Guilherme Arana |

| Arbitro: | Roberto Tobar () |

|                                           |           |                                                       |
| Estupiñán 87’ (rig.) Cabezas 90+7’ (rig.) | Marcatori | 39’ Herrera 52’ (rig.) Soteldo 55’ Chacón 63’ Córdova |

| Arbitro: | Diego Haro () |

|                  |           |  |
| Felipe Vizeu 88’ | Marcatori |  |

| Arbitro: | Mario Díaz de Vivar () |

|                                                    |           |  |
| Waller 40’ Schiappacasse 64’ De la Cruz 82’ (rig.) | Marcatori |  |

| Arbitro: | Gery Vargas () |

|                                              |           |  |
| Estupiñán 39’ (rig.) Caicedo 57’ Cabezas 62’ | Marcatori |  |

| Arbitro: | Darío Herrera () |

|                              |           |  |
| Cabezas 49’, 82’ Caicedo 62’ | Marcatori |  |

| Arbitro: | Gery Vargas () |

|  |           |                                                 |
|  | Marcatori | 67’ Mejías 70’ (rig.) Soteldo 75’ (rig.) Chacón |

| Arbitro: | Roberto Tobar () |

|                                        |           |                                 |
| Richarlison 9’ Felipe Vizeu 65’ (rig.) | Marcatori | 25’ Mansilla 90+4’ La. Martínez |

| Arbitro: | Mario Díaz de Vivar () |

|                       |           |  |
| La. Martínez 42’, 45’ | Marcatori |  |

| 11 febbraio 2017, ore 17:45 UTC-3 | Colombia       | 0 – 0 referto | Brasile | Estadio Olímpico Atahualpa, Quito\| Arbitro: \| Gery Vargas () \| |
| Arbitro:                          | Gery Vargas () |               |         |                                                                   |

| Arbitro: | Roberto Tobar () |

|          |           |                |
| Lino 65’ | Marcatori | 4’, 25’ Ardaiz |

## Classifica marcatori
5 gol
- Lautaro Martínez
- Marcelo Torres
- Bryan Cabezas
- Rodrigo Amaral

4 gol
- Felipe Vizeu
- Pervis Estupiñán

3 gol
- Éver Valencia
- Jordy Caicedo
- Nicolás de la Cruz
- Nicolás Schiappacasse
- Yeferson Soteldo

2 gol
- Brian Mansilla
- Guilherme Arana
- Richarlison
- Damir Ceter
- Juan Camilo Hernández
- Herlin Lino
- Pedro Báez
- Jesús Medina
- Roberto Siucho
- Joaquín Ardaiz
- Ronaldo Chacón
- Yangel Herrera

1 gol
- Tomás Conechny
- Lucas Rodríguez
- Bruno Miranda
- Ronaldo Monteiro
- Ramiro Vaca
- Matheus Sávio
- Maycon
- Ignacio Jara
- José Luis Sierra
- Jorge Obregón
- Washington Corozo
- Renny Jaramillo
- Joel Quintero
- Jordan Sierra
- Sebastián Ferreira
- Cristhian Paredes
- Rodrigo Bentancur
- Mathías Olivera
- Agustín Rogel
- Matías Viña
- Facundo Waller
- Sergio Córdova
- Josua Mejías

Autoreti
- Agustín Rogel (pro Argentina)